# Trattato di Ribemont
Il trattato di Ribemont del febbraio 880 fu l'ultimo trattato di spartizione riguardante l'Impero carolingio. I suoi firmatari furono il re di Sassonia Ludovico III il Giovane, figlio del re dei Franchi Orientali Ludovico II il Germanico, e i figli di Luigi II il Balbo, i sovrani dei Franchi Occidentali Luigi III, re di Neustria, e Carlomanno II, re d'Aquitania.

## Storia
Dopo la morte di Carlo il Calvo, Ludovico III il Giovane si era assicurato l'amicizia di Luigi II il Balbo con il Trattato di Fourons del novembre dell'878, con il quale i due carolingi promisero di accettare le successioni dei rispettivi figli. Tuttavia, nell'aprile dell'879, alla morte di Luigi II il Balbo, una delegazione di franchi occidentali, sostenuta dalla moglie di Ludovico Liutgarda di Sassonia e guidata dal vescovo di Parigi Gauzlin, divenuto in seguito difensore della città durante le incursioni vichinghe, invitò Ludovico III il Giovane a prendere il controllo del Regno dei Franchi Occidentali. Così, Ludovico III il Giovane accettò l'invito e invase il regno dei Franchi Occidentali giungendo sino a Verdun. Poiché nello stesso momento i vichinghi ripresero le loro incursioni e Bosone I di Provenza, un nobile imparentato con la dinastia carolingia, venne eletto dall'aristocrazia locale re di Provenza, Luigi III e Carlomanno II preferirono accordarsi con il cugino, rinunciando allo scontro. Pertanto, i tre sovrani si incontrarono a Ribemont, dove venne stabilita la cessione a Ludovico III della totalità del Regno di Lotaringia, riunificato per la prima volta dal Trattato di Meerssen, in cambio della rinuncia al resto del regno dei Franchi Occidentali e della sua neutralità negli altri conflitti interni all'Impero carolingio.